# إلكترونيات صناعية

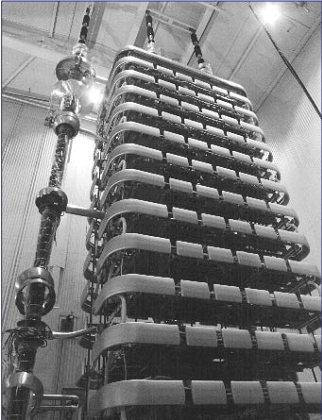
برج صمامات ثايرستور لنظام نقل التيار المستمر ذو الجهد العالي HVDC وطوله 16.8 متر في قاع بحر البلطيق في السويد

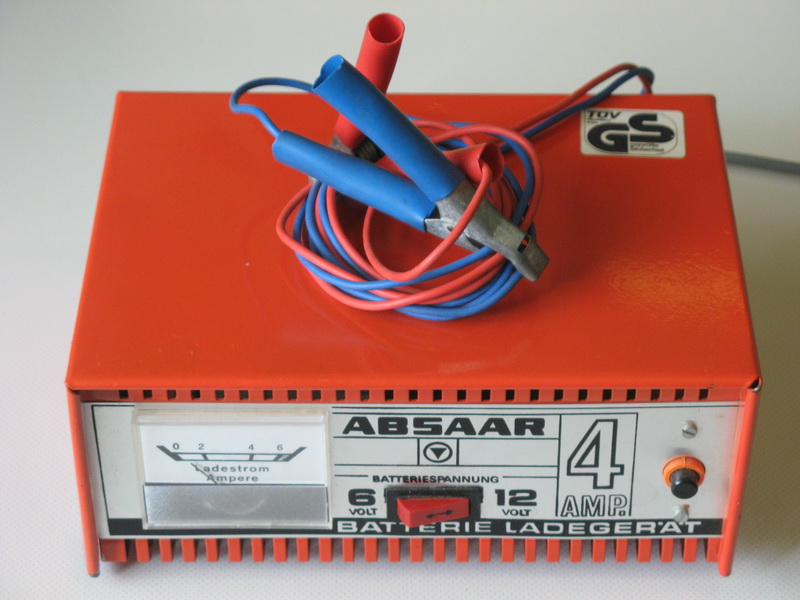
شاحن بطارية مثال على استخدام الالكترونيات الصناعية

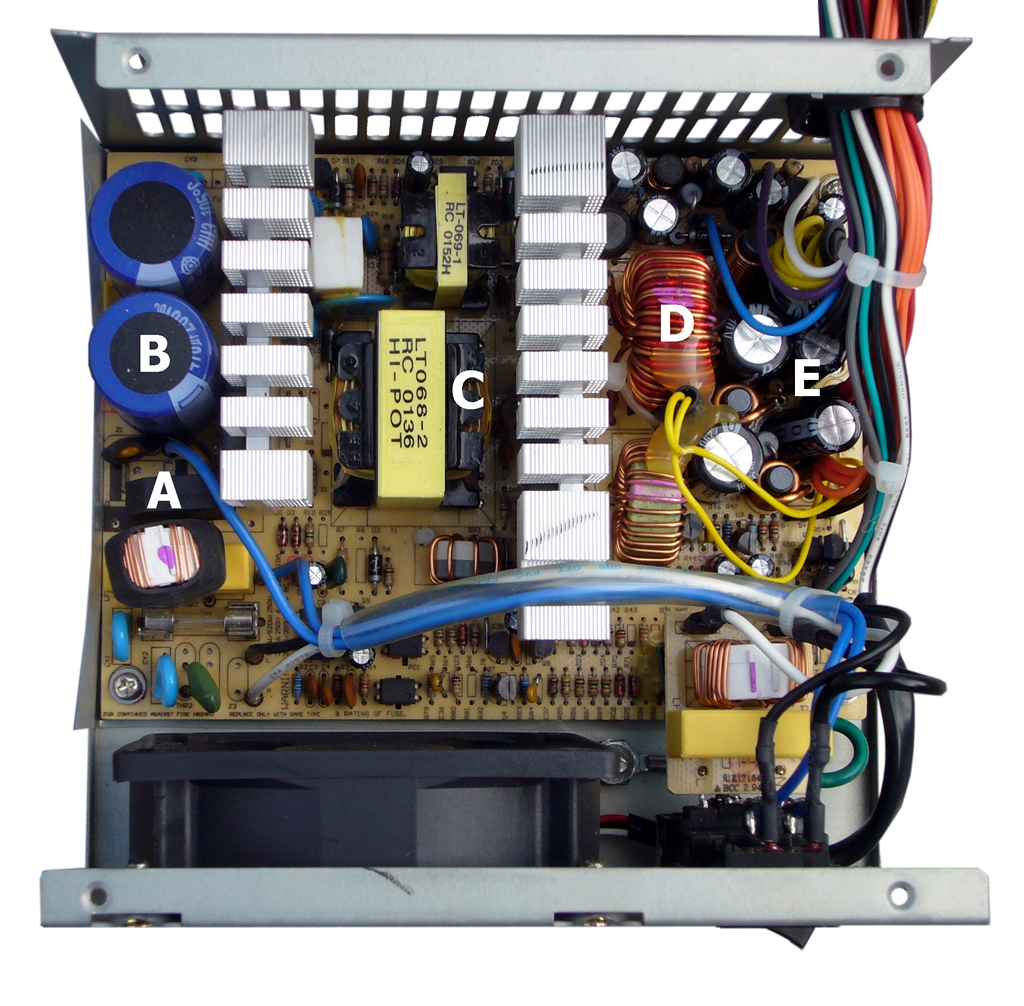
جهاز تغذية الحاسوب بالطاقة مثال على استخدام الالكترونيات الصناعية

الإلكترونيات الصناعية أو الإلكترونيات الاستطاعية أو إلكترونيات القدرة (بالإنجليزية: Power Electronics) استخدام العناصر الإلكترونية الجامدة (ذات الحالة الصلبة) في التحكم وتحويل الطاقة الكهربائية لقيمة تناسب التشغيل. حيث يتم تغيير قيمة وشكل الموجة الكهربية والتحكم بها تشير أيضا إلى مواد بحثية في الهندسة الكهربائية والإلكترونية تتعامل مع التصميم والتحكم وحساب وتكامل أنظمة معالجة الطاقة الإلكترونية غير الخطية والمتغيرة زمنياً.

أول جهاز عالي الطاقة يعتمد الالكترونيات الصناعية كان جهاز صمام القوس الزئبقي أما في الأنظمة الحديثة يتم تحويل الطاقة من خلال أنظمة تبديل نصف ناقلة مثل الدَّيودات، الثَّايرِسْتورات، والترانزستورات.
يمكن تصنيف أجهزة تحويل الطاقة بالإلكترونيات الصناعية اعتمادا على نوع الطاقة الداخلة والخارجة لهذا الجهاز.
- AC إلى DC (مقوم)
- DC إلى AC (عاكس)
- DC إلى DC (مبدل DC to DC)
- AC إلى AC (مبدل AC to AC)

## العناصر الإلكترونية
يمكن أن تستخدم عناصر الإلكترونيات الصناعية كمبدلات أو مضخمات. المبدل المثالي هو الذي يفتح أو يغلق بدون استهلاك طاقة أي أنه في حالة عدم التمرير يقاوم الجهد المطبق ولايسمح بتسريب أي قيمة للتيار أما في الحالة التمرير فإنه يسمح بمرور التيار دون انخفاض في قيمة الجهد. تقريبا يمكن اعتبار أن العناصر الإلكترونية نصف الناقلة تحمل هذه الميزة ولذلك فإن معظم تطبيقات الإلكترونيات الصناعية والتي تعتمد على عناصر إلكترونية نصف ناقلة في التبديل بين on و off هي فعالة جدا وتهدر طاقة قليلة جداً. إن العلاقة بين الجهد المطبق على العنصر الإلكتروني والتيار المار خلاله تسمى خط الحمل أو مميزة جهد - تيار.
تحدد ميزات مختلفة كيف يتم استخدام كل عنصر إلكتروني. فمثلا عنصر مثل الديود يقوم بالتوصيل وفقا للجهد الأمامي المطبق عليه ولايعتمد على قطب تحكم خارجي في التوصيل. أما عنصر SCR المقوم السيليكوني المُتحكم به «أو الثايرستور» فهو يسمح بالتوصيل اعتمادا على إشارة تحكم ولفترة محددة بمرور التيار العكسي ويعود بعدها للإغلاق. عناصر مثل الثايرستور المتحكم بالفتح والإغلاق GTO أو الترانزستورات ثنائية القطبية BJT والترانزستورات ذات التأثير الحقلي MOSFET يتوفر فيها تحكم كامل بالتبديل ويمك التحكم بفتحها وإغلاقها دون النظر إلى مرور التيار خلالها. يمكن أن تستخدم الترانزستورات أيضا في المضخمات التفاضلية ولكن في الأجهزة التي لاتتجاوز استطاعتها بضع مئات من الواط.
عناصر الإلكترونيات الصناعية تختلف عن بعضها في سرعة التبديل. تناسب بعض الديودات والثايرستورات سرعات تبديل بطيئة نسبياً. ثايرستورات محددة تفيد في سرعات تبديل عند بضع من الكيلو هرتز. عناصر مثل MOSFETS و BJTs يمكنها التبديل عند سرعات من عشرات الكيلوهرتز وتصل إلى بضع من الميغاهرتز في التطبيقات الاستطاعية.
إن عناصر الإلكترونيات الصناعية لاتملك عمليا انخفاض معدوم في الجهد وكذلك إنها تهدر طاقة عند التوصيل وأيضا تأخذ بعض الوقت للوصول إلى حالة "on" أو "off" وهذا الهدر هو جزء هام من الطاقة الكلية المهدورة في المبدل.

## عناصر إلكترونيات الجوامد
- الصمام الثنائيّ (الدايود)
- الترانزستور
- الصمام الباعث للضوء (LED: light-emitting diode)
- المقوم السيليكوني المُتحكم به (الثايرستور SCR)
- الترانزستورات ثنائية القطبية BJTs
- الترانزستورات ذات التأثير الحقلي MOSFETS
- المفتاح السيليكونى ذو بوابة الإطفاء (GTO: Gate Turn of Switch)
- ترانزستور ثنائي القطب ذو البوابة المعزولة IGBT

## المحول DC/AC (القالبة أو العاكس)
1. قالبات الجهد أحادية الطور نصف الجسرية
2. قالبات الجهد أحادية الطور الجسرية
3. قالبات الجهد ثلاثية الطور

## محاكاة أنظمة الإلكترونيات الصناعية

جهد الخرج لمقوم موجة كاملة بالثايرستور المتحكم به

## التطبيقات
تستخدم الالكترونيات الاستطاعية في العديد من التطبيقات مثل وحدات التغذية القابلة للضبط، شواحن البطاريات، أجهزة تغيير التردد، قيادة محركات التيار المستمر المستخدمة في تشغيل المضخات، المراوح والآليات الصناعية.
- محولات DC to DC تستخدم في معظم الأجهزة المحمولة مثل الهواتف النقالة للحفاظ على قيمة محددة للجهد وكذلك تستخدم في أنظمة العنفات الريحية والألواح الضوئية.
- محولات AC to DC أو المقومات تستخدم في أجهزة إلكترونية كثيرة كالتلفاز والحاسوب وغيرها.
- محولات AC to AC تستخدم لتغيير إما مطال أو تردد الطاقة المتناوبة كما في ضوابط الطاقة بين الدول أو في أجهزة التحكم بالضوء.
- محولات DC to AC أو القالبات تستخدم في أجهزة تزويد الطاقة اللامنقطعة أو في أنظمة الإنارة الاحتياطية

الشبكات الذكية